# ヤンガリー
ヤンガリー/ヨンガリ（용가리）は、韓国映画『大怪獣ヨンガリ』『怪獣大決戦ヤンガリー』に登場する怪獣。朝鮮語の「Yong（龍）」と「gari（『ブルガサリ』に由来する）」を掛け合わせたものであり、『怪獣大決戦ヤンガリー』の監督シム・ヒョンレが設立した会社ヨング・アートが所有権を持っている。

## キャラクター創造

### 1967年版
『大怪獣ヨンガリ』のヨンガリは、「宇宙から飛来した単細胞生物が核実験の影響で怪獣化した生物」と設定されている。ヤンガリはスーツアクターが着ぐるみを着て演じており、スーツは『ガメラシリーズ』の八木正夫が監修した。また、特撮パートは大映の特撮スタッフが担当し、ヨンガリは『ガメラシリーズ』で怪獣造形を行ったエキスプロダクションが製作した。その結果、韓国軍には配備されていないF-104や61式戦車が登場する。スーツのデザインは韓国人スタッフが、製作は日本人スタッフが担当している。また、日本から韓国に輸送するために尾は着脱式で足も折りたたむことが可能となっている。完成したスーツを見た監督のキム・ギドクは出来栄えに不満を感じていたが、作り直す時間や予算がなかったため、そのまま撮影を進めることにしたという。最終的なスーツの製作費は120万ウォン（5000ドル）かかっており、スーツアクターのチョ・キョンミンには10万ウォン（400ドル）の報酬が支払われた。『大怪獣ヨンガリ』とヨンガリは『ゴジラシリーズ』に対抗するために製作され、ドイツでは『Godzillas Todespranke』（ゴジラ 死の爪）というタイトルで公開された。1967年版のヨンガリは鼻の部分に長い角があり、長い牙と尾びれ、尾に4本のトゲがある二足歩行の爬虫類型の姿をしている。また、ガメラのように口から炎を吐き、ギャオスのように角から黄色の切断光線を放つうえ、鳴き声はバルゴンから流用されている。また、子供が活躍する、民族音楽のアリランを聞くと踊りだす（ジグラ戦でのガメラの行動に類似している）など、ガメラシリーズに似た作風となっている。

### 1999年版
2001年に再撮影された『Yonggary: 2001 Upgrade Edition』のオープニングクレジットでは、監督のシム・ヒョンレがヤンガリーの製作者となっている。撮影の際にはヤンガリーと敵怪獣サソリゲスのミニチュアとスーツが製作されたが、ポストプロダクションの際に登場シーンはCGIに置き換えられたため、1999年版のヤンガリーの登場シーンの大半はCGとなっている。CG効果には「パイプライン方式」と呼ばれる技術が使われており、ヨング・アートの3Dアニメーション主任のパク・チャンヨンは「連続したプロセスです。3DCGのモデリングからレンダリングまでのあらゆる段階で効率を高め、大きなシナジー効果を狙っています」と語っている。最終的に使われたCGパートは45分間に及んでいる。
デザインは1967年版とは大きく異なっており、鼻の角が小さくなり、頭部に3本の角がある。DVD同梱の図解では身長152.4mで体重100tとされ、徳間大映時代までの『ガメラシリーズ』の怪獣同様に体重が比較的軽い。DVD同梱の図解では身体能力が実在の格闘家たちと比較されている。口から火球を吐くことができ、額にはコントロール装置「デイモン」があり、これによって宇宙人に操られている。操られている間はテレポートで移動させられたり、バリアーの様な物が展開されたり、体に電流が走ると同時に「デイモン」から光やエネルギーの様な物が放射されて戦闘機のパイロットが眩しさにコントロールを失って墜落していた。DVD同梱の図解では、爪をマッハ3.5で発射するとされる（平成ガメラの飛行速度と同じ数値である）。鳴き声の一部に、『極地からの怪物 大カマキリの脅威』で使用された生物の鳴き声が使われていて、これは他に1976年の『キングコング』のキングコングや『小さき勇者たち〜ガメラ〜』のガメラにも使われている。また、劇中終盤の宇宙人の発言によれば、ヤンガリーには劇中で見られていない真の能力があるとされる。
劇中で「ゴジラ」と呼ばれるシーンがあったり、1998年の『GODZILLA』の様に軍用ヘリに対して噛み付きを行いながら追跡するシーンがあった（本作の米国での配給は『GODZILLA』同様にトライスター ピクチャーズであり、DVDに収録されたコンセプト用のモデルを制作している場面でも、1998年版のゴジラの様な頭部をした翼のある怪獣が作られている）。『ゴジラ ザ・シリーズ』にも、レプティリアンという名のモンスターが登場している。
1967年版では最終的に人間によって倒されてしまうが、1999年版では生存して無人島に輸送される。

### サソリゲス
『怪獣大決戦ヤンガリー』に登場する敵怪獣。鋏を持つ腕2本に足が4本ある怪獣で、口からヤンガリーの火球とは異なる性質の火球を発射し、尻尾からは電撃の様な光線を発射する。また、首や腕の切断面からは複数の長大な触手を高速で発射可能で、電流を流す。首を失っても行動が可能。